# Belgien ved sommer-OL 2016
Belgien deltog ved Sommer-OL 2016 i Rio de Janeiro som blev arrangeret i perioden 5. august til 21. august 2016.

## Medaljer
| 2016 Rio de Janeiro | Guld | Sølv | Bronze | Total |
| Belgien             | 2    | 2    | 2      | 6     |

### Medaljevinderne
| Belgien ved sommer-OL 2016 i Rio de Janeiro | Belgien ved sommer-OL 2016 i Rio de Janeiro | Belgien ved sommer-OL 2016 i Rio de Janeiro | Belgien ved sommer-OL 2016 i Rio de Janeiro | Belgien ved sommer-OL 2016 i Rio de Janeiro |
| Medal                                       | Name | Sport                                       | Event                                       | Date                                        |
| ------------------------------------------- | --- | ------------------------------------------- | ------------------------------------------- | ------------------------------------------- |
| Guld                                        | Greg van Avermaet | Cykling                                     | Linjeløb                                    | august 6                                    |
| Guld                                        | Nafissatou Thiam | Atletik                                     | syvkamp                                     | august 13                                   |
| Sølv                                        | Pieter Timmers | Svømning                                    | 100 m fri                                   | august 10                                   |
| Sølv                                        | Belgiens hockeylandshold \| Arthur van Doren \| \| Felix Denayer \| \| \| \| John-John Dohmen \| \| Vincent Vanasch \| \| \| \| Florent van Aubel \| \| Simon Gougnard \| \| \| \| Sebastien Dockier \| \| Loïck Luypaert \| \| \| \| Cédric Charlier \| \| Tom Boon \| \| \| \| Gauthier Boccard \| \| Jérôme Truyens \| \| \| \| Emmanuel Stockbroekx \| \| Elliot van Strydonck \| \| \| \| Thomas Briels \| \| Tanguy Cosyns \| \| \| | Hockey                                      | Mændenes turnering                          | august 18                                   |
| Bronze                                      | Dirk van Tichelt | Judo                                        | 73 kg                                       | august 8                                    |
| Bronze                                      | Jolien D'Hoore | Cykling                                     | Omnium                                      | august 16                                   |
| Arthur van Doren                            | | Felix Denayer                               |                                             |                                             |
| John-John Dohmen                            | | Vincent Vanasch                             |                                             |                                             |
| Florent van Aubel                           | | Simon Gougnard                              |                                             |                                             |
| Sebastien Dockier                           | | Loïck Luypaert                              |                                             |                                             |
| Cédric Charlier                             | | Tom Boon                                    |                                             |                                             |
| Gauthier Boccard                            | | Jérôme Truyens                              |                                             |                                             |
| Emmanuel Stockbroekx                        | | Elliot van Strydonck                        |                                             |                                             |
| Thomas Briels                               | | Tanguy Cosyns                               |                                             |                                             |